# True audio
TTA (engelska True Audio, "sant ljud") är en fritt tillgänglig programvara för förlustfri komprimering av digital representation av ljud.
TTA inom mobiltelefoni står för Tower Top Amplifier och är en lågbrusförstärkare som sitter så nära basstationsantennen som möjligt för att kompensera för koaxialkabelförslusterna på vägen ner till basstationen.